# Justino de Azcárate y Flórez
Justino de Azcárate y Flórez (Madrid, 29 de juny de 1903 - Caracas, 17 de maig de 1989) va ser un advocat i polític espanyol.

## Biografia
Igual que el seu germà Pablo de Azcárate y Flórez, va estudiar en la Institución Libre de Enseñanza, d'acord amb la tradició liberal i republicana de la seva família. Es doctorà en dret a la Universitat Central de Madrid i treballà com a professor de Dret Polític, en els anys vint va ingressar al Partido Reformista de Melquíades Álvarez, des de les files del qual va participar en la proclamació de la Segona República el 1931.
Va formar part, al costat d'intel·lectuals com José Ortega y Gasset o Gregorio Marañón de l'Agrupación al Servicio de la República, plataforma que el seu objectiu principal era la implantació de la República a Espanya. El 1931, el grup va obtenir 16 diputats, i Justino de Azcárate fou elegit diputat per Lleó, i convertint-se en el secretari del grup. Va ser Sotssecretari de Justícia al govern de Manuel Azaña en 1931.
Després de la dissolució del grup el 1932, per divergències sobre la trajectòria del govern esquerrà del primer bienni republicà, va participar en un nou projecte polític, la formació del Partit Nacional Republicà, impulsat per Felipe Sánchez Román, organització que de cara a les eleccions de 1936 va rebutjar integrar-se en el Front Popular per la participació en aquest del Partit Comunista d'Espanya.
En esclatar la Guerra Civil, el 18 de juliol, Azcárate va ser nomenat ministre d'Estat (Exteriors) al govern de Diego Martínez Barrio, però no va arribar a prendre possessió del càrrec, ja que es trobava a Lleó, que va quedar immediatament en mans dels revoltats. Pocs dies després va ser detingut per un grup de falangistes a Burgos i traslladat a Valladolid, on va romandre empresonat gairebé any i mig, fins que va ser canviat pel falangista Raimundo Fernández Cuesta. Però en comptes de traslladar-se a la zona republicana, va romandre a França, on va tractar de "treballar en tot el que servís d'acostament entre tots dos bàndols", a través del moviment Paz Civil en España.
Després de la fi de la guerra, es va exiliar definitivament a Veneçuela, d'on no tornaria fins a la mort de Franco. En 1977 va tornar a Espanya i va ser designat senador per designació reial en les primeres Corts que es van escollir durant la Transició, integrant-se en el grup parlamentari Agrupación Independiente, compost exclusivament per senadors de designació real i del que va ser portaveu. A les eleccions generals espanyoles de 1979 va ser reelegit senador, en les llistes de la Unió de Centre Democràtic, per la circumscripció de Lleó.
Posteriorment, va estar involucrat en l'operació reformista. De 1980 a 1987 va ser el president de l'associació per la conservació del Patrimoni Històric espanyol Hispania Nostra.